# 交通大学大礼堂

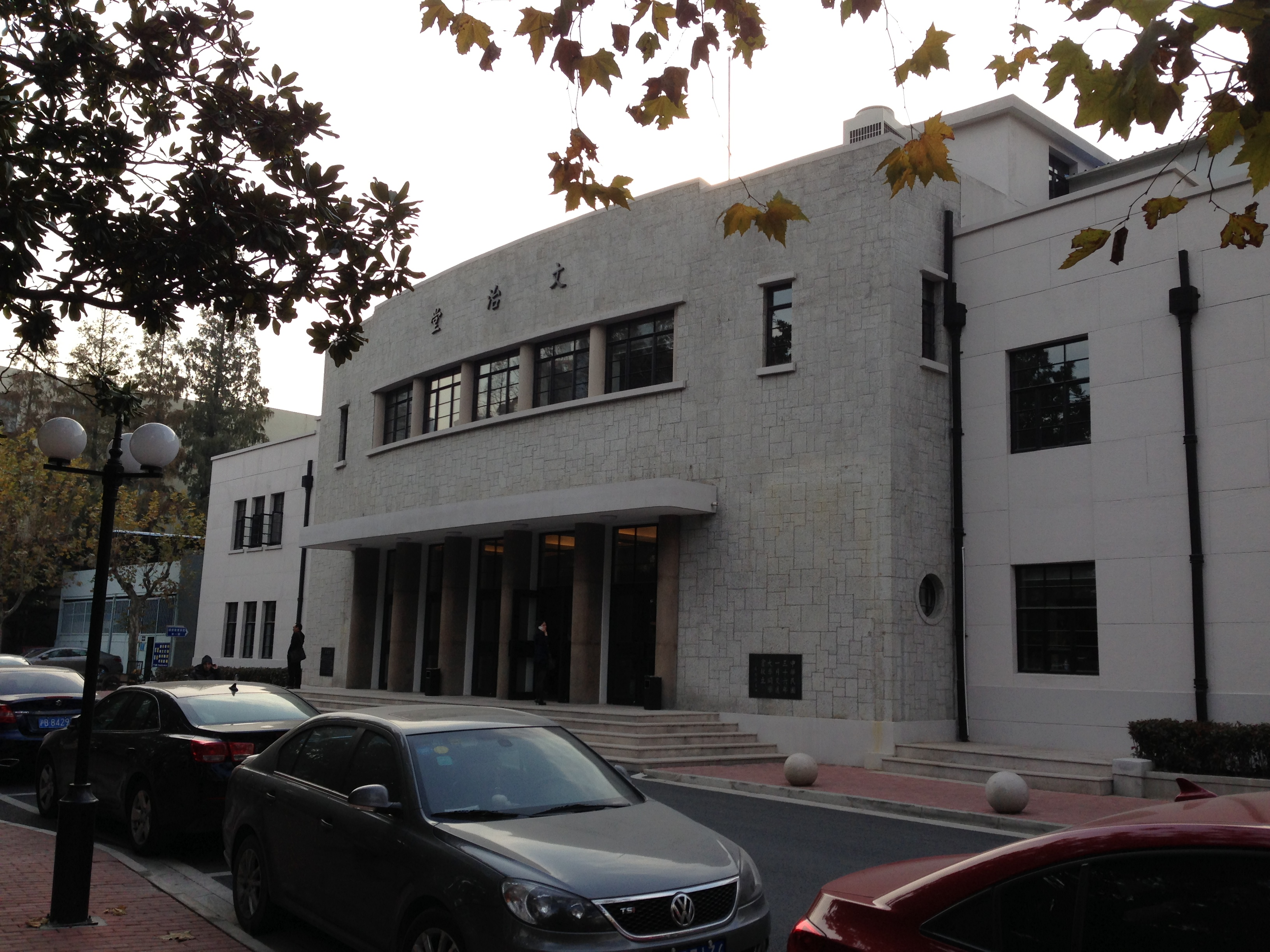
文治堂

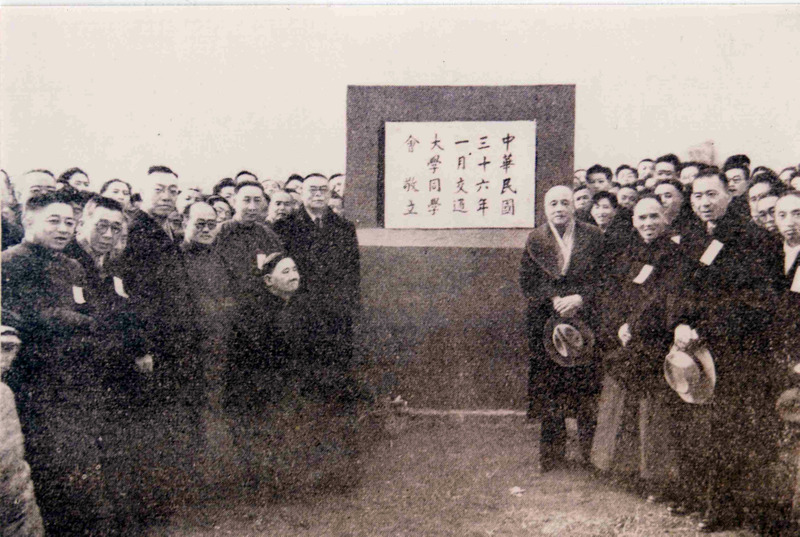
1947年1月文治堂奠基礼：坐者为唐文治、其左为吴保丰、基石左为赵曾珏、右为凌鸿勋、其右为赵祖康

大礼堂位于上海交通大学徐汇校区西部，也称“文治堂”，建于1949年。该建筑总造价38万元，建筑面积为2,913平方米，为两层的钢筋混凝土结构。

## 历史
上院原有文治堂作为礼堂，但抗日战争结束后，该礼堂已经难以满足需要。学校理事会遂决定新建一座大礼堂，并将之命名为“新文治堂”，原文治堂则称作“老文治堂”。1947年夏季新文治堂奠基，1949年中华人民共和国成立时今本完工。该礼堂是学校举办会议、演讲和文娱活动的主要场所。